# Johan Ernst Hartmann
Pour les articles homonymes, voir Hartmann.
Johan Ernst Hartmann  (2 mars 1770 – 16 décembre 1844) est un organiste et compositeur danois.

## Biographie
Il est le fils du compositeur Johann Hartmann (1726-1793), originaire de Gross Glogau. Il est aussi le frère du violoniste et professeur de chant Ludwig Hartmann (1773-1831) et de l’organiste et compositeur August Wilhelm Hartmann.
En 1795, Johann Ernst Hartmann commence sa carrière comme organiste et maître de chapelle à l'Église de Christian de Copenhague. En 1806, il est nommé au poste prestigieux de maître de chapelle (Kantor) à la Cathédrale  de Roskilde, poste qu'il exerce pendant près de 40 ans (1806-1844). À partir de 1815, il devient aussi professeur de chant à l'Ecole de la Cathédrale de Roskilde, et constitue et dirige un chœur très apprécié en son temps.
Outre ses activités d'organiste et de maître de chant, Johann Ernst Hartmann compose diverses œuvres, notamment une  cantate pour Musikens Dyrkeres og Elskeres Selskab  (1789), ainsi que d’autres cantates et motets, en particulier pour son chœur à Roskilde.
Le fils de Johann Ernst Hartmann, Søren Bruun Friedrich Hartmann (1815-1912), est aussi organiste, ainsi que pianiste et bassoniste. Il loge dans sa jeunesse chez le compositeur Christoph Ernst Friedrich Weyse qui suit de près sa formation. Plus tard, il remplace occasionnellement son cousin, Johan Peter Emilius Hartmann, à l'orgue de la Garnisons Kirke. En 1843, il devient maître de chapelle (Kantor) à la Cathédrale de Roskilde, en succession à son père. Il exerce cette fonction également pendant 40 ans, jusqu'en 1883.

## Enregistrements
- Complete Symphonies par le Concerto Copenhagen, dir. Lars Ulrik Mortensen, label cpo (Classic Produktion Osnabrück) (2003)